# 栂立ノ頭
栂立ノ頭（つがだちのあたま）は丹沢山地東部、丹沢三峰の北東に位置する標高849mの山である。山頂周辺にツガの木が多いことからこの名が付いた。

## 周辺の山
- 本間ノ頭（1,345m）
- 円山木ノ頭（1,360m）
- 太礼ノ頭（1,352m）
- 高畑山（766m）